# Frère Éric

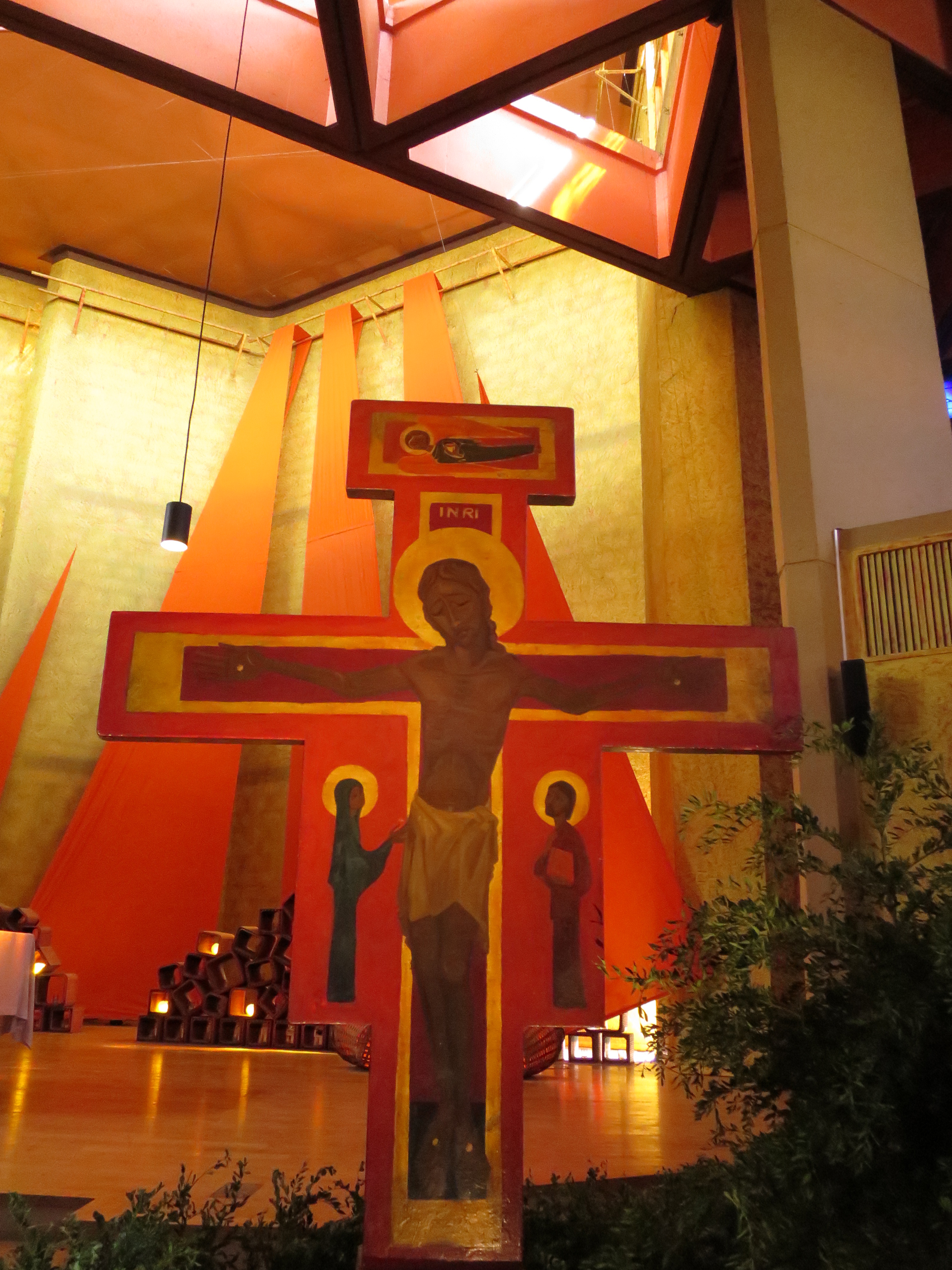
Von Frère Eric de Saussure gestaltete Kreuzikone in der Versöhnungskirche in Taizé

Eric de Saussure (Frère Eric, * 23. Dezember 1925 in Genf; † 17. Oktober 2007 in Taizé) war ein französischer Künstler und Mitglied der Communauté de Taizé. Neben seinen Aquarellen, Ölbildern und Skulpturen ist er bekannt für zahlreiche von ihm entworfene Bleiglasfenster, u. a. in Frankreich, Deutschland, der Schweiz und den USA. Er ist ferner Autor von Kinderbüchern.

## Leben
Eric de Saussure wurde am 23. Dezember 1925 in Genf als Sohn von Jean de Saussure (1899–1977) geboren. Sein Vater war reformierter Theologe und Präsident der Compagnie des pasteurs der Reformierten Genfer Kirche, der während des Zweiten Weltkrieges öffentlich die Judendeportation in Nazideutschland anprangerte.
Eric de Saussure studierte ab 1946 Kunst in Paris an der École des Beaux-Arts und Florenz an der Accademia delle Belle Arti. In seiner Heimatstadt Genf lernte er die Studentengruppe um Frère Roger kennen, die während des Krieges die Communauté de Taizé gründete. 1949 trat er der Communauté als 10. Bruder bei. Er lebte nicht nur in Taizé, sondern auch in den Fraternitäten der Brüdergemeinschaft, in den frühen 50er Jahren in Algerien und in den 70er und 80er Jahren in Hells’s Kitchen in New York.
Frère Éric starb nach kurzer Krankheit am 17. Oktober 2007 in Taizé. Er wurde auf dem dortigen Dorffriedhof beigesetzt.

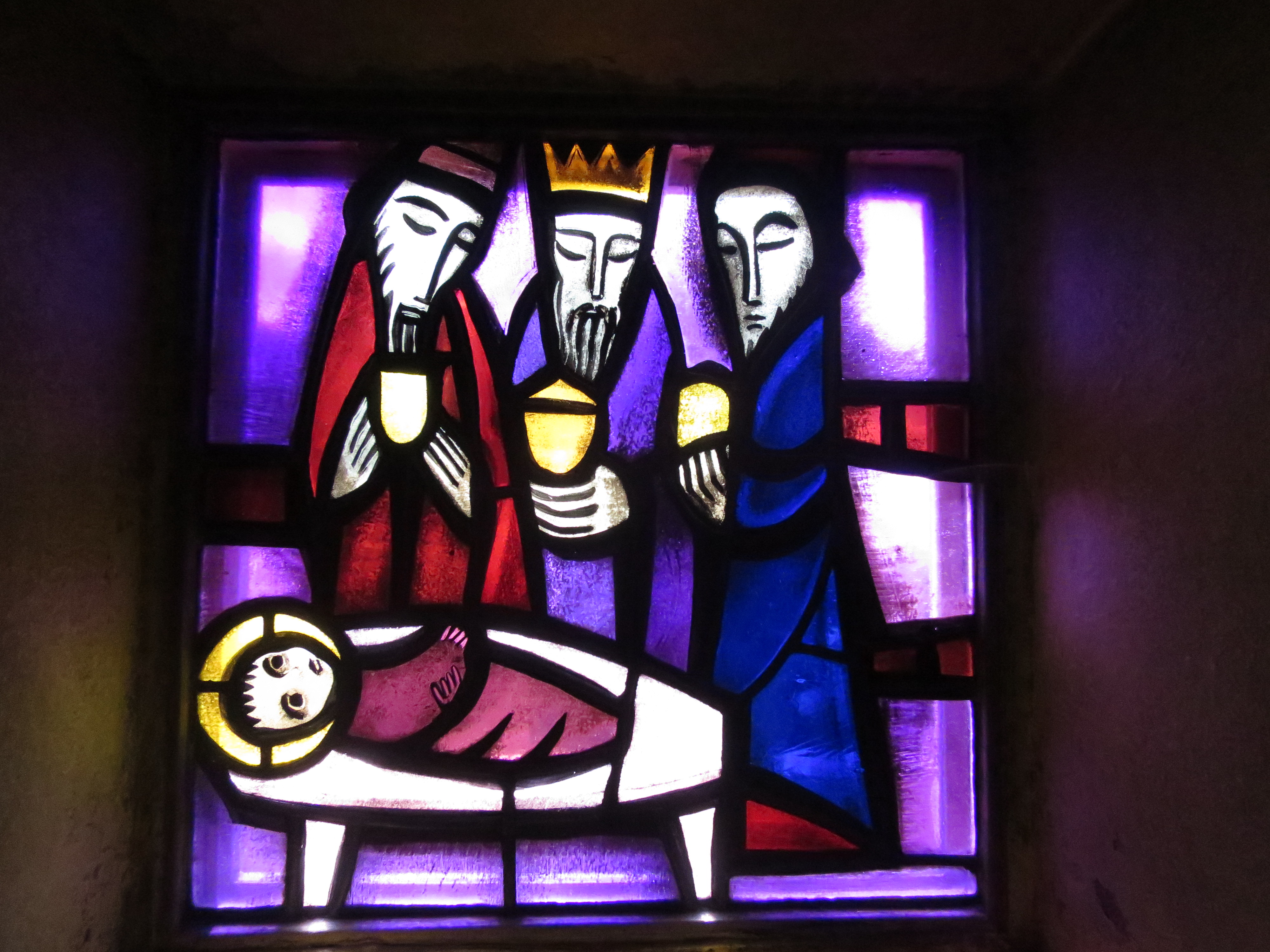
Kirchenfenster von Frère Éric de Saussure: Die Heiligen Drei Könige

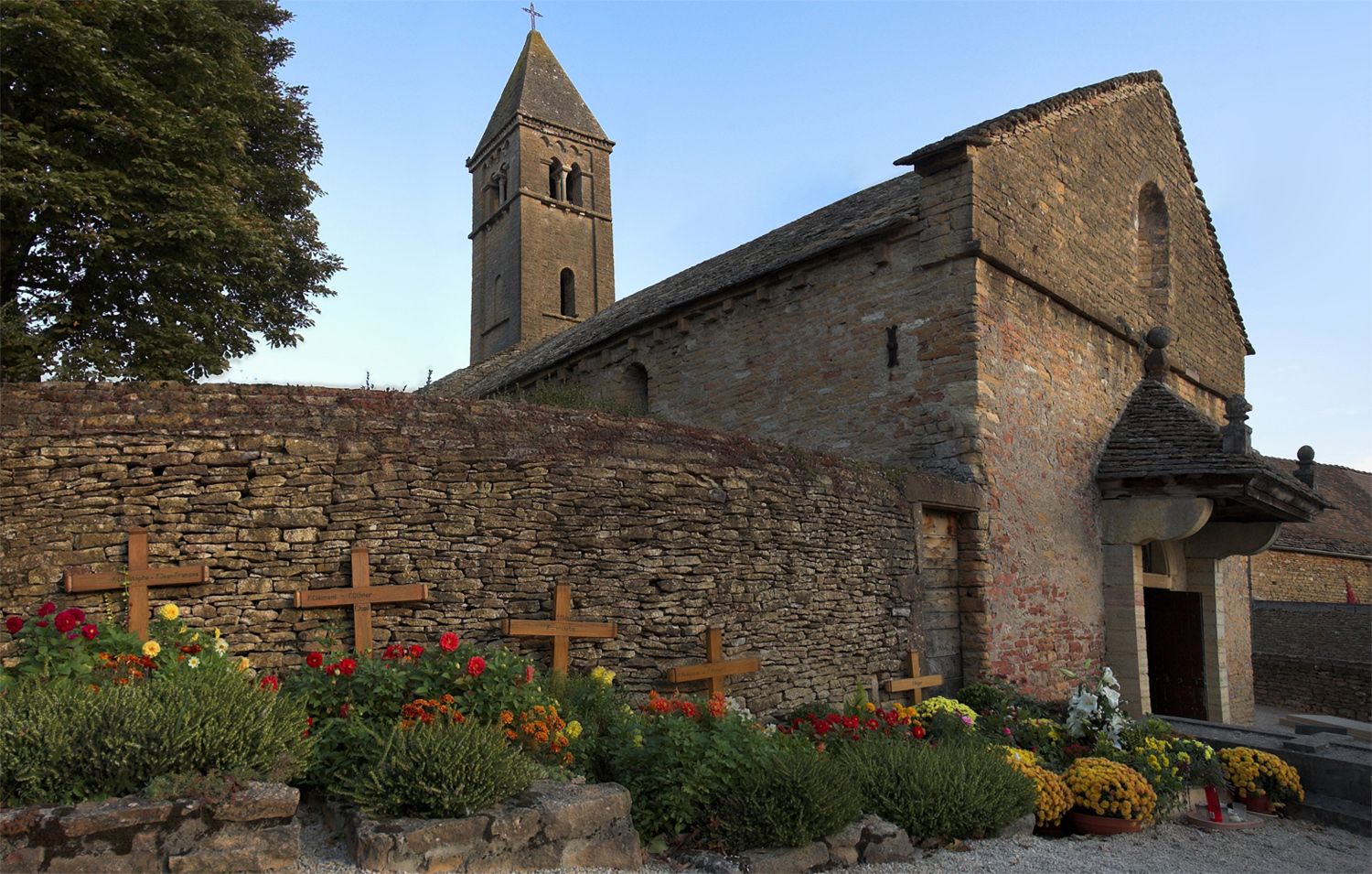
Grab von Frère Eric an der alten Dorfkirche in Taizé

## Bildnerisches Werk (Auswahl)
Seine Öl- und Aquarellmalereien, seine Radierungen und Glasarbeiten haben die Ästhetik der Communauté de Taizé wesentlich geprägt. Besonders bekannt ist sein Fensterzyklus auf der Südseite der Versöhnungskirche in Taizé, der die christlichen Feste symbolisiert. Die Kreuzikone und die Marienikone in Taizé gehen ebenfalls auf ihn zurück. Außer geistlichen Motiven beschäftigte er sich auch mit Landschaftsmalerei und abstrakten, monochromen Darstellungen.
- Illustrationen für eine Kinderbibel, 1968, ISBN 3780601435,
- Fenster an der Südseite der Versöhnungskirche in Taizé
- Fenster „Abraham und Isaak“ in der Unterkirche in Taizé
- 5 Fenster für den Chor der Paulskirche in Straßburg: „Genesis“, „Könige und Propheten“ (darauf ist ein schwarzer, Saxophon spielender Engel zu sehen), „Christus“, „Die Kirche“, „Die Apokalypse“ (1946)
- Fenster „Verklärung Christi“ in der Kreuzkirche in Dresden
- Schwarze Madonna „Vierge Noire“
- „Danse jaune“
- „The Sorcerer's Apprentice“
- „Enfant avec Avions“
- „David et Goliath“
- „Psalm 137“
- „Tour de Babel“
- „Operation Casbah“
- „Operation Bidonville“
- „La Faim“
- Neugestaltung der Kirche Saint-Nicolas-de-Myre in Monaco
- „Eblouissement d'Amour“
- Triptychon „Das Leben Jesu“ (eine seiner letzten großen Arbeiten)

## Literarisches Werk
- Eric de Saussure: „La Poule dans le pick-up“ (dt.: Das Huhn im Pick-up), Taizé 1959
- Bilderbibel, Text von Friedrich Hoffmann, Bilder von Eric de Saussure, 1968, ISBN 3780601435
- Trilogie:

- Eric de Saussure: „Professor Rhododendron und sein Geheimnis“, Zürich 1983, ISBN 3545280217 (deutsche Übersetzung des englischen Originals: „The Secret of Hell's kitchen“, Seabury Press 1980, ISBN 9780816404605)
- Eric de Saussure: „Les Oiseaux d'Irlenuit“ (dt.: „Die Vögel von Irlenuit“), Paris 1987, ISBN 2070333965
- Eric de Saussure: „La grande bataille de Central Park“ (dt.: „Die große Schlacht im Central Park“), Paris 1992, ISBN 2070567095

- Eric de Saussure: „Im Reich der Hyporaten“, Hildesheim 1989 (deutsche Hörspielbearbeitung von „Professor Rhododendron und sein Geheimnis“, siehe oben)
- Eric de Saussure: „La haute demeure, un récit inspiré du ‚Château intérieur‘ de sainte Thérèse d'Avila“ (dt.: Die letzte Bleibe; Eine Erzählung inspiriert von Theresa von Ávilas „Innerer Burg“), Taizé 1991, ISBN 9782712204099